# Zara Abid
 (mai 2020).
Pour les articles homonymes, voir Abid.
Zara Abid (en ourdou : زارہ عابد ), née le 4 avril 1992 à Lahore (Pakistan) et morte le 22 mai 2020 à Karachi (Pakistan), est une mannequin et actrice pakistanaise.

## Biographie
Zara Abid est née le 4 avril 1992 à Lahore, capitale du Pendjab (Pakistan). Elle grandit et réside à Karachi.

### Mannequinat
Après ses études, elle entame une carrière de mannequin et travaille pour divers créateurs.
Influenceuse, et très présente sur les réseaux sociaux, elle compte près de 80 000 abonnés sur son profil Instagram.

### Cinéma
Elle commence une carrière d'actrice et tient un premier rôle dans le film Chaudhry, réalisé par Azeem Sajjad et écrit par Zeeshan Junaid.

### Mort
Le 22 mai 2020, Zara Abid figure parmi les victimes du vol Pakistan International Airlines 8303 qui s'écrase en approche finale de l'aéroport international de Karachi. Le 23 mai 2020, sa mort est confirmée et des hommages affluent sur les réseaux sociaux. 